# 明法 (僧)
明法（みょうほう、元暦元年（1184年）- 建長3年10月13日（1251年11月27日））は、鎌倉時代の浄土真宗の僧。親鸞直弟二十四輩の一人。元の名を豊前僧都とも、弁円（辯圓、べんねん）とも言う。平清盛の孫ともいわれる。

## 略歴
修験道を学び山伏となり、常陸で布教活動をしていた。同じ時期に常陸にいた親鸞をねたみ、板敷峠で殺害を企てるが失敗した。稲田の草庵（西念寺）に押し掛けたところ、親鸞に対面するやいなや懺悔して山伏を捨てて弟子になり、明法と名乗ったという。
末灯鈔には、親鸞が明法の浄土往生を喜んだことが記されている。茨城県石岡市の板敷山大覚寺がその旧跡となっており、弁円ゆかりの遺品が残されている他、本堂北西にそびえる板敷山には弁円の護摩壇跡なども残っている。